# Desigualdad de Minkowski
En análisis matemático, la desigualdad de Minkowski establece que los espacios Lp son espacios vectoriales con una norma. Sea {\displaystyle S} un espacio medible, sea {\displaystyle 1\leq p\leq \infty } y sean {\displaystyle f} y {\displaystyle g} elementos de {\displaystyle L^{p}(S)}. Entonces {\displaystyle f+g} es de {\displaystyle L^{p}(S)}, y se tiene
{\displaystyle \|f+g\|_{p}\leq \|f\|_{p}+\|g\|_{p}}
con la igualdad para el caso {\displaystyle 1<p<\infty } si y sólo si {\displaystyle f} y {\displaystyle g} son positivamente linealmente dependientes (lo que significa que {\displaystyle f=\lambda g} o {\displaystyle g=\lambda f} para alguna {\displaystyle \lambda \geq 0}).
La desigualdad de Minkowski es la desigualdad triangular en {\displaystyle L^{p}(S)}.
Al igual que la desigualdad de Hölder, la desigualdad de Minkowski puede especificarse para sucesiones y vectores a base de hacer:
{\displaystyle \left(\sum _{k=1}^{n}|x_{k}+y_{k}|^{p}\right)^{1/p}\leq \left(\sum _{k=1}^{n}|x_{k}|^{p}\right)^{1/p}+\left(\sum _{k=1}^{n}|y_{k}|^{p}\right)^{1/p}}
para todos los números reales (o complejos) {\displaystyle x_{1},\dots ,x_{n},~y_{1},\dots ,y_{n}} y donde {\displaystyle n} es el cardinal de {\displaystyle S} (el número de elementos de {\displaystyle S}).

## Demostración
Primero se demuestra que f + g tiene una p -norma finita si f y g ambas la tienen. Esto se sigue de que
{\displaystyle |f+g|^{p}\leq 2^{p-1}(|f|^{p}+|g|^{p})}
En efecto, usando el hecho de que {\displaystyle h(x)=x^{p}} es una función convexa sobre {\displaystyle \mathbb {R} ^{+}} (para {\displaystyle p} mayor que 1) y, por tanto, que, si a y b son ambos positivos, entonces
{\displaystyle \left({\frac {1}{2}}a+{\frac {1}{2}}b\right)^{p}\leq {\frac {1}{2}}a^{p}+{\frac {1}{2}}b^{p}}
tenemos que
{\displaystyle (a+b)^{p}\leq 2^{p-1}a^{p}+2^{p-1}b^{p}}
Ahora, se puede hablar legítimamente de {\displaystyle (\|f+g\|_{p})} . Si es cero, entonces se cumple la desigualdad de Minkowski. Podemos suponer, pues, que {\displaystyle (\|f+g\|_{p})} no es cero. Usando la desigualdad de Hölder,
{\displaystyle \|f+g\|_{p}^{p}=\int |f+g|^{p}\,\mathrm {d} \mu }
{\displaystyle \leq \int (|f|+|g|)|f+g|^{p-1}\,\mathrm {d} \mu }
{\displaystyle =\int |f||f+g|^{p-1}\,\mathrm {d} \mu +\int |g||f+g|^{p-1}\,\mathrm {d} \mu }
{\displaystyle {\stackrel {{\text{H}}{\ddot {\text{o}}}{\text{lder}}}{\leq }}\left(\left(\int |f|^{p}\,\mathrm {d} \mu \right)^{1/p}+\left(\int |g|^{p}\,\mathrm {d} \mu \right)^{1/p}\right)\left(\int |f+g|^{(p-1)\left({\frac {p}{p-1}}\right)}\,\mathrm {d} \mu \right)^{1-{\frac {1}{p}}}}
{\displaystyle =(\|f\|_{p}+\|g\|_{p}){\frac {\|f+g\|_{p}^{p}}{\|f+g\|_{p}}}}
De donde se obtiene la desigualdad de Minkowski multiplicando ambos lados por {\displaystyle {\frac {\|f+g\|_{p}}{\|f+g\|_{p}^{p}}}}. {\displaystyle \quad \square }